# Вишку Василь Костянтинович
Василь Костянтинович Вишку (7 червня 1940, село Кетросу, тепер Дрокійського району, Молдова — ?) — радянський молдавський державний діяч, заступник голови Ради міністрів Молдавської РСР, 1-й секретар ЦК ЛКСМ Молдавії. Кандидат у члени ЦК Комуністичної партії Молдавії в 1971—1976 роках. Член ЦК Комуністичної партії Молдавії в 1976—1986 роках. Депутат Верховної Ради Молдавської РСР 8—10-го скликань.

## Життєпис
Народився в селянській родині.
У 1961 році закінчив Львівський торговельно-економічний інститут.
У 1961—1962 роках — головний бухгалтер Атацької районної спілки споживчих товариств Молдавської РСР.
У 1962—1963 роках — відповідальний працівник апарату ЦК ЛКСМ Молдавії.
У 1963—1964 роках — слухач Центральної комсомольської школи при ЦК ВЛКСМ у Москві.
Член КПРС з 1964 року.
У 1964—1965 роках — заступник завідувача відділу комсомольських організацій ЦК ЛКСМ Молдавії.
У 1965—1966 роках — 1-й секретар Фрунзенського районного комітету ЛКСМ Молдавії міста Кишинева.
У 1966—1967 роках — 2-й секретар Кишинівського міського комітету ЛКСМ Молдавії.
У 1967—1970 роках — 1-й секретар Кишинівського міського комітету ЛКСМ Молдавії.
У 1970 — березні 1971 року — 2-й секретар ЦК ЛКСМ Молдавії.
У березні 1971 — липні 1974 року — 1-й секретар ЦК ЛКСМ Молдавії.
У 1974—1976 роках — 1-й секретар Ленінського районного комітету КП Молдавії міста Кишинева.
У 1975 році закінчив заочно Вищу партійну школу при ЦК КПРС.
У 1976—1979 роках — завідувач відділу пропаганди і агітації ЦК КП Молдавії.
У 1979 — червні 1981 року — голова правління Молдавської спілки споживчих товариств («Молдавспоживспілки»).
1 червня 1981 — 10 квітня 1985 року — заступник голови Ради міністрів Молдавської РСР. 
Заарештований в квітні 1985 року, звинувачений в хабарництві та розповсюдженні антирадянських матеріалів. Василь Вишку був засуджений на 14 років ув'язнення. Відсидів дев'ять років у колонії № 13 у Нижньому Тагілі, де працював бібліотекарем.
Після виходу з ув'язнення проживав у місті Кишиневі.

## Нагороди
- орден Трудового Червоного Прапора
- два ордени «Знак Пошани»
- медалі